# Darius Sinathriya
Daniel Simeon Darius Sinathrya Kartoprawiro  (nacido en Kloten, el 21 de mayo de 1985) es un cantante, modelo, actor, productor,  presentador , y  director deportivoindonesio. Más conocido por su personaje principal en la película Naga Bonar (Jadi) 2. El organizó varios programas televisivos como Family Super Quiz y de la Copa Mundial de la FIFA de 2006 en SCTV. 
Darius Sinathrya ganó el "Premio Gobel Panasonic" en 2007, nominado como Mejor y representante deportivo. Se casó con la actriz indonesia Donna Agnesia, en 2006 y tuvieron dos hijos juntos llamados Lionel Nathan y Diego Andres Sinathrya.

## Filmografía
- D'Bijis (2007)
- Naga Bonar (Jadi) 2 (2007)
- Pocong 3 (2007)
- Akhir Cinta (2007)
- Love (2008)
- Merah Putih (2009)
- Darah Garuda (2010)
- Hati Merdeka (2011)
- Air Terjun Pengantin Phuket (2013)
- Kacaunya Dunia Persilatan (2015)
- Nada Untuk Asa (2015)
- Algojo (2016)
- Night Bus (como productor) (2017)
- Petualangan Menangkap Petir (2018)

## Telenovelas
- Bukan Salah Bunda Mengandung
- Gatotkaca
- Hantu Jatuh Cinta
- Lukisan Jiwa
- Si Cantik Dan Si Buruk Rupa eps Putri Tidur
- M-Club
- Cahaya